# Fryderyk Landi
Fryderyk Landi (zm. 1633) – książę de Valtedare (Val di Tare, czyli doliny rzeki Taro), regent seniorii, a następnie księstwa Monako od 1604 do 1616 roku jako opiekun Honoriusza II Grimaldi.
Fryderyk pochodził z Mediolanu, jego rodzina była spokrewniona z władcami Hiszpanii i Portugalii, a jego siostra była żoną seniora Herkulesa I Grimaldi. Ten został skrytobójczo zamordowany 21 listopada 1604 roku. Wówczas następca tronu, Honoriusz, miał niespełna siedem lat. Po tym wydarzeniu razem z siostrą Joanną był ukrywani przez rodzinę w podziemiach zamku. Wówczas do Monako przybył Fryderyk. Został on regentem chłopca od 29 listopada 1604 roku. Rozpoczął postępowanie przeciwko zabójcom Herkulesa. Wrócił do Mediolanu w celu podpisania umowy z władzami Hiszpanii na stacjonowanie garnizonu w Monako. Traktat podpisano 26 lutego 1605. Zmieniał on warunki protekcji. Monako zachowywało swoją niezależność i "prawo morskie", a Hiszpania miała prawo do posiadania załogi wojskowej w twierdzy Monako i nadzoru nad Roquebrune i Mentoną.
W marcu 1605 po zainstalowaniu 200 żołnierzy hiszpańskich na Skale, regent zabrał swojego siostrzeńca do Mediolanu na dziesięć lat, pozostawiając większość władzy w rękach hiszpańskiego garnizonu i jego dowódcy. Postanowił, że podopieczny przyjmie tytuł księcia. W tym celu, na dokumencie z 1612 zamieścił słowa: Honoriusz II, z łaski Bożej panujący Książę i Pan Monako, Menton i Roquebrune.... Rząd hiszpański na te słowa nie zareagował, dopiero w 1633 dokument hiszpańskiej kancelarii nazywał władcę księciem (Francuzi uznali ten tytuł w 1642). Honoriusz II powrócił do swojego księstwa 21 października 1615. Jego siostra Joanna nie opuszczała Monako. Jej mąż, hrabia Teodor Trivulzio miał piętnastoletnią siostrę, Hipolitę Trivulzio. To ona została żoną księcia Honoriusza (mającego wówczas 18 lat) i pierwszą w dziejach księżną Monako. Mniej więcej w lutym 1616 roku zakończyła się regencja Fryderyka, bowiem jego podopieczny był już gotów do samodzielnego panowania.